# 그레이트 옵저버터리 계획

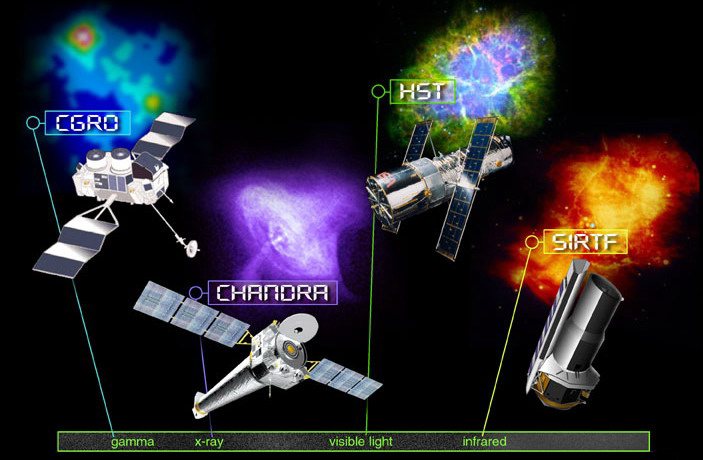
4개의 거대 망원경

미국 항공 우주국의 그레이트 옵저버터리 계획(Great Observatory program)의 인공위성 시리즈는 1990년부터 2003년 사이에 발사된 4개의 크고 강력한 우주 기반 천문망원경이다. 이 망원경은 전자기 스펙트럼의 특정 파장/에너지 영역(감마선, X선, 가시광선 및 자외선, 빛, 적외선)을 조사하기 위한 다양한 기술로 제작되었다.
- 허블 우주 망원경(HST)은 주로 가시광선과 근자외선을 관찰한다. 1990년 STS-31 동안 우주 왕복선 디스커버리호를 통해 발사되었다. 1997년 STS-82 정비 임무는 근적외선 범위의 기능을 추가했으며, 2009년 STS-125 임무는 망원경을 수리하고 예상 수명을 연장했다.
- 콤프턴 감마선 관측선(CGRO)은 감마선을 주로 관찰했지만 하드 엑스레이까지 확장했다. 1991년 STS-37 동안 아틀란티스에서 발사되었으며 자이로스코프가 고장난 후 2000년에 궤도에서 벗어났다.
- 찬드라 엑스선 관측선(CXO)는 주로 연X선을 관찰한다. 1999년 STS-93 동안 콜롬비아를 타고 타원형 고지구 궤도로 발사되었으며 처음에는 AXAF(Advanced X-ray Astronomical Facility)로 명명되었다.
- 스피처 우주망원경(SST)이 적외선 스펙트럼을 관찰했다. 2003년 델타 II 로켓을 타고 지구를 따라가는 태양 궤도로 발사되었다. 2009년에 액체 헬륨 냉각제가 고갈되면서 기능이 저하되어 단파장 이미징 모듈이 2개만 남게 되었다. 2020년 1월 30일에 서비스가 중단되고 안전 모드로 전환되었다.

## 같이 보기
- 허셜 우주망원경